# شرقيرة
شُرقَيرة (بالإسبانية: Jorquera) هي بلدية تقع في مقاطعة البسيط التابعة لمنطقة كاستيا لا مانتشا وسط إسبانيا.

## الديموغرافيا
بلغ عدد سكان بلدية خوركيرا 440 نسمة عام 2011 (وفقاً للمعهد الوطني الإسباني للإحصاء).
| 594 | 580 | 529 | 511 | 484 | 477 | 440 |